# Calopteryx exul
Calopteryx exul – gatunek ważki z rodziny świteziankowatych (Calopterygidae). Występuje w Afryce Północnej, w Algierii, Maroko i Tunezji.